# بالاكهريز
بالاكهريز (بالفارسية: بالاکهریز) هي قرية تقع في أذربيجان الغربية في إيران. يقدر عدد سكانها بـ 88 نسمة بحسب إحصاء 2016.